# David Sweat
David Paul Sweat (* 14. Juni 1980 in New York) ist ein US-amerikanischer Einbrecher, Mörder und Gefängnisausbrecher.

## Kriminelle Karriere
David Sweat gilt laut Polizei als Berufseinbrecher und Planungstalent. Er stand bereits im Alter von 16 Jahren wegen versuchten Einbruchs vor dem Richter und verbüßte im Jahr darauf seine erste Freiheitsstrafe für einen weiteren Einbruch. Während einer Zellendurchsuchung fanden Gefängnismitarbeiter zudem eine Notiz für zukünftige Einbrüche bei ihm.
Auf sein Konto geht wahrscheinlich auch der Einbruch in ein Waffengeschäft in Delaware County, New York, am 25. April 2002, bei dem sieben Schusswaffen entwendet wurden. Laut Aussage eines Zeugen soll Sweat das Geschäft im Monat davor ausgekundschaftet haben.
Am 4. Juli 2002 brach er zusammen mit seinem Cousin und einem weiteren Komplizen in ein Waffengeschäft in Susquehanna County, Pennsylvania, ein und stahl mehrere Waffen. Bei einem Zwischenstopp in Broome County, New York, wurden sie vom Sheriff’s Deputy Kevin Tarsia überrascht. Sweat und sein Cousin töteten Tarsia mit mehreren Schüssen und überfuhren ihn mit einem Auto. Eine der Mordwaffen stammte aus dem Einbruch vom April 2002. Anschließend entwendeten sie einige Gegenstände aus Tarsias Streifenwagen und seine Dienstwaffe.
Nach mehreren Hinweisen und intensiven Ermittlungen wurde Sweat am 6. Juli verhaftet und bekannte sich am 21. Juli vor Gericht des Mordes für schuldig. Er hatte die ersten Schüsse abgegeben und saß am Steuer des Wagens, mit dem Tarsia überfahren wurde. Während der Ermittlungen wurde Sweat und seinen Komplizen auch der Diebstahl von vier Fahrzeugen nachgewiesen. Auch fand die Polizei eine Skizze des Waffenladens mit Sweats Fingerabdrücken in einem Abfalleimer. Sweat wurde zu einer lebenslangen Gesamtfreiheitsstrafe ohne Aussicht auf Bewährung verurteilt und 2003 in das Hochsicherheitsgefängnis Clinton Correctional Facility in Clinton County, New York, überstellt.
Am 6. Juni 2015 gelang ihm eine filmreife Flucht aus Clinton, wobei es sich um den ersten Ausbruch seit der Gründung des Gefängnisses im Jahre 1865 handelte. Sweat hatte mit Sägeblättern ein Loch in seine rund 6 mm dicke Zellenwand gesägt und gelangte so in den dahinterliegenden Mechanikraum. Von dort aus schnitt er ein weiteres Loch in die Zellenwand des verurteilten Mörders Richard Matt. Anschließend flüchteten die beiden durch ein aufgeschnittenes Heizungsrohr und entkamen etwa 120 Meter vom Gefängnis entfernt durch einen aufgebrochenen Kanaldeckel in die Freiheit. Sweat hatte für dieses Unterfangen mehrere Monate lang fast jede Nacht mehrere Stunden mit den Ausbruchsarbeiten verbracht.
Nach dem Ausbruch wurden zwölf Gefängnismitarbeiter entlassen, darunter der Superintendent der Strafanstalt. Eine Gefängnismitarbeiterin wurde noch im Juli 2015 der Beihilfe zur Flucht für schuldig befunden und zu einer Freiheitsstrafe von zwei bis sieben Jahren verurteilt. Sie unterhielt eine sexuelle Beziehung zu einem der Häftlinge und schmuggelte das Ausbruchswerkzeug in die Haftanstalt. Für die Ermordung ihres Ehemannes wollte sie den beiden im Gegenzug mit ihrem Wagen zur Flucht verhelfen. Ebenfalls angeklagt ist ein Gefängniswärter, der, im Austausch unter anderem für Informationen über andere Häftlinge, Sweat und Matt illegale Vergünstigungen gewährt haben soll.
An der anschließenden Fahndung nach den beiden Mördern beteiligten sich etwa 1500 Beamte. Am 28. Juni wurde Sweat nur zwei Meilen von der kanadischen Grenze entfernt von einem Polizisten angeschossen und verhaftet. Nach einer ärztlichen Versorgung kam er ins Hochsicherheitsgefängnis Five Points Correctional Facility in Seneca County, New York. Sein Komplize war zwei Tage zuvor von einem Einsatzkommando erschossen worden.
Im Februar 2016 wurde er für die Flucht zu einer zusätzlichen Freiheitsstrafe von dreieinhalb bis sieben Jahren sowie einer fünfstelligen Geldstrafe verurteilt.
| Personendaten    | Personendaten                                    |
| ---------------- | ------------------------------------------------ |
| NAME             | Sweat, David                                     |
| ALTERNATIVNAMEN  | Sweat, David Paul (vollständiger Name)           |
| KURZBESCHREIBUNG | US-amerikanischer Mörder und Gefängnisausbrecher |
| GEBURTSDATUM     | 14. Juni 1980                                    |
| GEBURTSORT       | Bundesstaat New York                             |